# إريك براون (لاعب غولف)
إريك براون (بالإنجليزية: Eric Brown)‏ هو لاعب غولف أمريكي، ولد في 10 فبراير 1925 في بثغيت في الولايات المتحدة، وتوفي في 6 مارس 1986.